# Shantel
Штефан Хантель (нем. Stefan Hantel, известен под псевдонимом Shantel; род. 2 марта 1968, Мангейм) — немецкий музыкант, музыкальный продюсер и диджей
, известный электронными ремиксами балканской традиционной музыки и своей работой с цыганскими духовыми оркестрами. Потомок беженцев из Румынской Буковины.

## Биография
Штефан начал карьеру диджея во Франкфурте (Германия), вдохновленный реакцией публики на румынскую народную духовую музыку в исполнении Фанфаре Чокарлии и Бобана Марковича. Первые сеты были изданы на лейбле Studio !K7. В 1991 году некоторое время жил в Париже, изучая графический дизайн, одновременно сохраняя диджейскую активность. После возвращения во Франкфурт открыл собственный клуб. В 1994 году вместе с Даниэлем Хаксманом основал лейбл звукозаписи Essay Recordings, на котором выпустил два сборника под названием Bucovina Club, получивших известность в мире. В 2006 году выиграл премию этнической музыки Радио-3 Би-би-си. Композиция «Mahalageasca (Bucovina Dub)» была выбрана в качестве саундтрека к фильму «Борат». Наряду с другими диджеями, Штефан Хантель участвовал в создании сборника ремиксов Electric Gypsyland на мелодии Taraf de Haïdouks и Koçani Orkestar, изданного на бельгийском лейбле Crammed Discs. Следующий альбом Disko Partizani был издан на этом же лейбле. Штефан Хантель руководит оркестром Bucovina Club (Bucovina Club Orkestar), с которым выступает на концертах.

## Дискография
- Super Mandarine (1994)
- Club Guerilla (1995)
- Auto Jumps & Remixes (1997)
- EP (1997)
- No. 2 (1997)
- "II" EP (1998)
- Higher than the Funk (1998)
- Oh So Lovely EP (1998)
- Oh So Lovely Remixes (1998)
- Backwood (2001)
- Great Delay (2001)
- Inside (2001)
- Bucovina (2003)
- Disko (2003)
- Bucovina Club Vol. 2 (2005)
- Gypsy Beats and Balkan Bangers (2006)
- Disko Partizani (2007)
- Disko Partizani Remixes (2008)
- Planet Paprika (2009)
- Kosher Nostra Jewish Gangsters Greatest Hits (2011)
- Anarchy + Romance (2013)
- Viva Diaspora (2015)